# Katarina av Österrike (1507–1578)
Katarina av Österrike, född den 14 januari 1507, död den 12 februari 1578, var en drottning av Portugal; gift med kung Johan III av Portugal, och Portugals regent under sin sonson Sebastian I:s minderårighet från 1557 till 1562.

## Biografi

### Tidigt liv
Katarina var dotter till Johanna I av Kastilien och Filip I av Kastilien. Hon föddes postumt efter sin fars död. Hon uppfostrades med modern och levde med denna i det slott där modern hölls fången, ansedd som psykiskt sjuk. Hon fick en bred renässansbildning, beskrivs som en god dansare och musiker och kunde tala latin och grekiska.

### Drottning
Katarina giftes år 1525 bort med Johan III av Portugal. Hennes äktenskap arrangerades som en del av en dubbel äktenskapsallians mellan Spanien och Portugal, då hennes bror kejsar Karl samma år gifte sig med Johans syster Isabella av Portugal.
Katarina födde nio barn mellan 1525 och 1537, varav vilka bara två överlevde spädbarnsåren. Hon fick en god relation till Johan, som fick en hög uppfattning om hennes förmåga och tillät att hon närvarade vid rådsmöten och fungerade som hans rådgivare. Hon har traditionellt setts som sin brors och Spaniens agent, som gynnade Spaniens intressen framför Portugal. Hon balanserade mellan att representera Spaniens och Portugals intressen, och agerade medlare vid konflikter mellan dessa, men följde inte blint broderns politiska linje. Hon medlade vid konflikter mellan Spanien och Portugal om utländska besittningar.

### Regent
År 1557 avled hennes make och efterträddes av deras sonson Sebastian I, eftersom deras son kronprins Johan då redan var död. Katarina utsågs till Portugals regent för sin omyndige sonson. Sebastians mor, kronprins Johans änka och Katarinas brorsdotter, Spaniens regent Johanna, ifrågasatte att Katarina utsågs till regent istället för henne, som var kungens mor, men frågan avgjordes till Katarinas förmån efter medling av Karl V. Hennes regering präglades av inre tvister och behovet av att säkra Portugals yttre besittningar.

### Senare liv
Katarina avgick som regent år 1562 till förmån för biskop Henrik av Portugal. Hon har länge klassats som en av de aktörer som förberedde Spaniens övertagande av Portugal, som ägde rum två år efter hennes död, och fått ett dåligt eftermäle i Portugals historia som spansk agent, men det finns ingen dokumentation som bekräftar de påståendena.

## Barn
Katarina av Österrike fick nio barn, men endast två överlevde till vuxen ålder:
- Johan (1537–1554), kronprins i Portugal och far till kung Sebastian I av Portugal.
- Maria av Portugal (1527–1545), gift med kung Filip II av Spanien.